# MHealth
mHealthまたはモバイルヘルスとは、スマートフォンなどの携帯情報端末を積極的に医療に導入することで個人の健康を高める仕組み。

## 概要
e-Healthの一環として通信・連携が可能なモバイル、ウェアラブル端末の活用により、健康情報、医療情報の一体化・一元管理により健康、医療サービスがシームレスに連携する。
過疎地や独居高齢者や開発途上国で医療の不十分な地域での医療水準の向上に期待される。

## 市場予測
2011年の160億ドルをわずかに上回る市場から2016 年までの間に年間約20%で成長して2016年までには380億ドルを超える市場に成長すると推定される。

## 課題
診断には医師の介在が必要なため、機器が薬の処方等の医療行為はできないので適用範囲を広げるためには規制緩和が必要で、装置には高度の信頼性が要求され、機器やソフトウエアの機能不全や相互運用性の問題は、患者や医療従事者にとって致命的な結果へと直接的につながる可能性がある。また、電磁妨害（EMI）による電磁波耐性問題の発生で不正確なデータ送信や患者の症状の誤診や不適切な治療へとつながる可能性があり、悪質なサイバー攻撃に対して脆弱性を有する可能性があり、機密情報である個人の健康記録（PHR）或いは電子健康記録（EHR）にある患者のデータの不正公開など、外部からの不正アクセスに対する対策が求められる。

## 文献
- 黒川 清; 近藤正晃ジェームス; 村井 嘉浩; ジェフリー・R・イメルト (PDF). e-Health革命 - ITで変わる日本の健康と医療の未来. 日経BP